# Slobodan Čašule

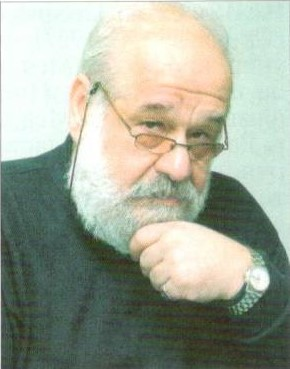
Slobodan Čašule

Slobodan Čašule (* 27. September 1945 in Skopje, Mazedonien; † 18. Dezember 2015 in Madrid, Spanien) war ein mazedonischer Journalist und Politiker, der unter anderem von 2001 bis 2002 Außenminister sowie zuletzt von 2013 bis zu seinem Tod 2015 Botschafter in Spanien war.

## Leben
Čašule, Sohn des Diplomaten und Schriftstellers Kole Čašule, war 1965 Mitgründer des Fernsehsenders TV Skopje und war für diesen bis 1967 tätig. Im Anschluss arbeitete er von 1967 bis 1974 als Korrespondent von TV Skopje in Chile und Peru. Während dieser Zeit absolvierte er auch ein Studium im Fach Journalismus an der Päpstlichen Katholischen Universität von Peru, das er 1972 abschloss. Er war von 1974 bis 1980 Korrespondent der jugoslawischen Nachrichten- und Presseagentur Tanjug für Lateinamerika und die Staaten der Karibik. Nach seiner Rückkehr fungierte er zwischen 1980 und 1990 als Chefredakteur der Tanjug in der Sozialistischen Republik Mazedonien. Nachdem er zwischen 1990 und 1994 Direktor und Chefredakteur des Rundfunksenders Radio Mazedonien war, war er zwischen Januar 1994 und April 1999 Generaldirektor von Nova Makedonija, der ältesten Tageszeitung Mazedoniens.
Am 30. November 2001 wurde Čašule von Ministerpräsident Ljubčo Georgievski als Nachfolger von Ilinka Mitreva zum Außenminister ernannt und bekleidete dieses Ministeramt bis zu seiner Ablösung durch Ilinka Mitreva am 1. November 2002. Im Anschluss wurde er 2002 zum Mitglied des Parlaments der Republik Mazedonien gewählt, dem er eine Legislaturperiode lang bis 2006 angehörte.
2013 wurde Čašule Botschafter der Republik Mazedonien in Spanien und verblieb auf diesem Posten bis zu seinem Tod.